# Keylogger

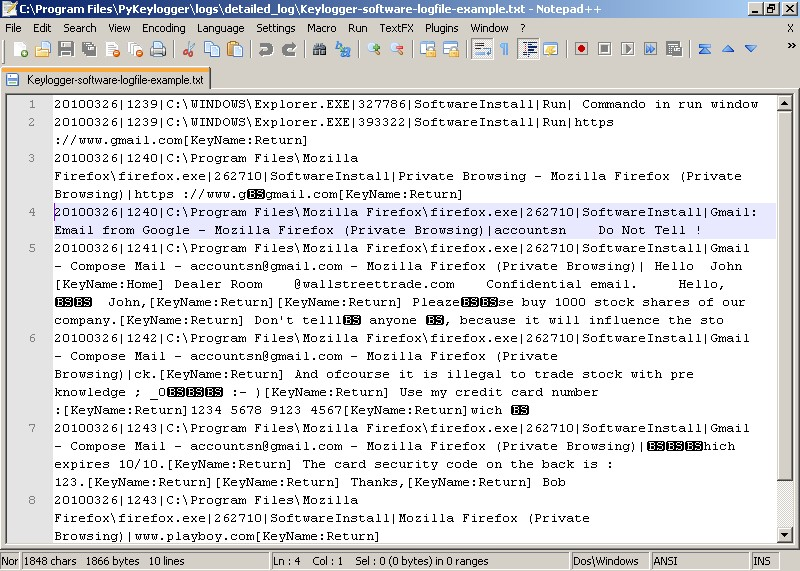
Una base de dades d'un keylogger tipus programari.

Un keylogger (derivat de l'anglès: key ('tecla') i logger ('registrador'); 'registrador de tecles') és un tipus de programari o un dispositiu maquinari específic que s'encarrega de registrar les pulsacions que es fan al teclat per, posteriorment, memoritzar-les en un fitxer o enviar-les a través d'internet.

## Per a què s'utilitza
S'ha utilitzat com a programari maliciós, per cibercriminals, permetent a tercers espiar i tenir accés a contrasenyes, número de targeta de crèdit o qualsevol tipus d’informació privada important que es trobi als dispositus digitals.
Fins i tot poden alterar les cerques a Google, creant cerques inexistents i altres pàgines addicionals.

## No sempre és un programari maliciós
Tot i que majoritàriament es vist com un programari maliciós, els keyloggers no son sempre utilitzats sota un context maliciós i també s'utilitzen com a eina d’investigació tecnològica. Es fa ús d’aquest programari, per exemple, per poder aconseguir desencriptar contrasenyes d’ordinadors que poden contenir informació clau per la resolució d’un cas judicial.
No hi ha una llei que prohibeixi el seu ús com a eina de treball d’investigació encara que sigui percebuda com un programari maliciós al atemptar contra la privacitat de les persones en el món tecnològic. Sempre que el perit tecnològic en faci ús d’aquest programari, seguint la Llei Orgànica 13/2015 del 5 d’octubre, necessitarà una autorització judicial motivada per poder instal·lar-ho.
També és legítim la instal·lació d’un keylogger per part dels pares per monitorar l’activitat dels seus fills a Internet o per les empreses per fer un seguiment dels seus treballadors, sempre i quan la seva instal·lació hagi estat consentida.
L’ús dels keyloggers és bastant comú degut a la fàcil instal·lació a més de ser utilitzat per altres programaris maliciosos com a eines complementaries per aconseguir el seu objectiu.
Molts sistemes operatius porten incorporat un programari semblat a un keylogger que comparteix funcions. Microsoft ha admès públicament que el sistema operatiu Windows 10 té un keylogger integrat a la seva versió final amb la finalitat de millorar els serveis d'entrada i de l'escriptura.
L’ús d’aquest programari no es un acte penat en si, sinó la finalitat amb la que s'utilitza. Entre aquestes l'espionatge, delicte regulat a l’article 197.2 del Codi Penal Espanyol o causar danys informàtics, recollit a l’article 264 del CP.

## Instal·lació i funcionament[calcitació]
És possible d’instal·lar a qualsevol dispositiu, tant en ordinadors com en telèfons mòbils, tabletes, etc. El registre de les pulsacions es pot fer a través de maquinari o programari.
Els sistemes comercials inclouen dispositius que poden connectar-se al cable del teclat i, per tant, són visibles si l’usuari revisa el teclat, o bé ho connecten al teclat directament sent invisibles però, en aquest cas, per fer-ho i, per tant, descobrir-ho, cal tenir coneixement de com soldar els teclats per instal·lar-los.
Els keyloggers poden ser distribuïts a través de cucs informàtics, d’un troià o com a part d’un virus informàtic.
Actualment existeix una extensió d’aquest tipus de programari o maquinari que permet també registrar captures de pantalla (screenshots) cada un determinat temps juntament amb les pulsacions. S'anomena “Screenlogger” i permet obtenir la informació que s'estigui buscant de forma més completa.

## Tipus dekeyloggeri el seu funcionament
Existeixen dos tipus de keyloggers, aquells que fan el registre de les pulsacions del teclat per mitjà de programari i d’altre a través de maquinari. Dins d’aquests es troben d'altres tipus més específics.

### Keyloggeramb programari
El codi d'un keylogger per programari és simple d'escriure, amb un coneixement bàsic de l'API (Interfície de Programació d’Aplicacions) proporcionada pel sistema operatiu objectiu. Mitjançant programari és la forma més freqüent d’utilitzar el keylogger, ja que on requereix la manipulació física del teclat de qualsevol dispositiu que disposi d’un nivell de seguretat òptim.
Es divideixen en:
- Basat en nucli: és el mètode més difícil d'escriure, però a l’hora és el més difícil de combatre, ja que resideixen al nivell del nucli i són pràcticament invisibles. Derroquen el nucli del sistema operatiu i tenen gairebé sempre l'accés autoritzat al maquinari. Un keylogger que utilitza aquest mètode pot actuar com a driver del teclat, per exemple, i accedir així a qualsevol informació registrada al teclat mentre que s'envia al sistema operatiu. Al 2017, els investigadors de seguretat van trobar un keylogger al driver d'alguns portàtils HP.[5]

- Enganxats: registren les pulsacions de les tecles del teclat amb les funcions que proporciona el sistema operatiu. Aquest mateix sistema operatiu és el que activa el keylogger en qualsevol moment en què es prem una tecla, i automàticament realitza el registre.

- Hipervisor: aquest tipus fa ús d’un programari maliciós per poder instal·lar el keylogger darrer del sistema operatiu ssnse modificar-lo. El keylogger en aquest cas acutaria semblant a una màquina virtual amb independència del sistema operatiu.

- Basat en kernel: són instal·lats a nivell del kernel (nucli i part quasi invisible i imprescindible del programari) de l’ordinador, darrera del sistema operatiu. La seva avantatja és que son difícils de detectar.

### Keyloggeramb maquinari

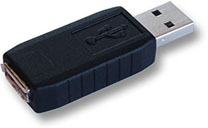
Exemple de keylogger amb maquinari

Són dispositius disponibles al mercat i es basen en la manipulació física del teclat. Alguns son els següents:
- Adaptadors en línia: s'intercalen en la connexió del teclat i tenen l'avantatge de poder ser instal·lats immediatament. Un inconvenient que presenta es que, tot i que poden passar desapercebuts, son fàcilment detectables si es realitza una revisió visual detallada.

- Programari del teclat: són instal·lats en un punt entre el teclat i l’ordinador, és a dir, el cable. Té l’avantatja de que no necessita un programari i, per tant, no pot ser detectat per un d’aquests.

- Dispositius que es poden instal·lar dins dels teclats estàndards: l’avantatge que presenta és que no són detectables tret que s'obri el cos del teclat. L’inconvenient és que requereix d’habilitats per soldar i tenir accés al teclat que es vol modificar.

- Detectors de teclat sense fil: el keylogger intercepta les senyals que s'envien des del teclat fins a l’ordinador destinatari. Aquest s'instal·la al teclat.

## Com detectar i protegir els dispositus d'unkeylogger
Existeixen diverses formes per comprovar si el nostre ordinador està infectat per un keylogger :
- Podem adonar-nos (depenent de la velocitat i ús de CPU del nostre processador) pel fet que el programa registrarà cadascuna de les nostres tecles de la següent manera: FicheroLog = FicheroLog + UltimaTecla. Aquest enregistrament serà executat pel keylogger cada vegada que l’usuari pressioni una tecla.

- Si mantens unes 10 tecles pressionades durant uns 30 segons amb el palmell de la mà i el teu sistema es congela o el seu funcionament és massa lent, podríem sospitar que un keylogger s'està executant sobre l’ordinador.

- Un altre signe que un keylogger s'està executant és el problema de la titlla doble (´´) en pressionar la tecla per accentuar vocals. Apareixen dues titlles seguides i la vocal sense accentuar. Això normalment passa en keyloggers configurats per a altres idiomes.

També existeixen diferents programes per protegir el nostre ordinador de keylogger:
- Programari antiespia: poden detectar diversos keyloggers i netejar-los.
- Tallafocs: la seva instal·lació a l’ordinador suposaria salvar el sistema de l’atac de keylogger i prevenir la descàrrega d’arxius maliciosos (malwares).
- Tallafocs invertit o monitoris de xarxa: aquests són útils per alertar a l’usuari quan el keylogger faci connexió de xarxa.
- Anti-keylogging al propi sistema programari del PC: aquest crea un llistat diari del keylogger que detecta. Aquest llistat es trobarà al disc dur. Pot protegir l’ordinador, per tant, dels keyloggers que es troben enllistats, però serà vulnerable a aquells que siguin nous o desconeguts.

Així mateix es recomana:
- Tenir un antivirus actualitzat.
- Tenir l’ordinador actualitzat amb les últimes funcions de seguretat.
- Evitar clicar o entrar a webs, anuncis o links desconeguts o de procedència no fiable o poc legítima que puguin descarregar per error el keylogger.
- Activar diversos sistemes d’autentificació per entrar als dispositus, com la petjada dactilar o el reconeixement fàcil, per així, evitar l’ús de teclat.

## Casos
Com a proba de la facilitat de la instal·lació i ús comú de keylogger trobem aquests casos:
- Es va conèixer el cas de l’ús de keylogger dins de la Unitat d’Informació de la Guardia Civil de Lleida.[7] Els fets es van donar al desembre del 2006. El responsable va ser acusat per la Fiscalia d’instal·lar el programa “Perfect Keylogger” als ordinadors dels seus companys de treball. Aquest programa maliciós, que posteriorment va eliminar, el va permetre accedir a tot allò que els seus companys visitaven a internet, imatges, missatges privats i de correu, contrasenyes, comptes bancaries etc. Es va destapar el cas degut a que a un dels agents de la unitat li va començar a funcionar molt lent l’ordinador.

- Al 2018 es publica la noticia de la detenció de dos joves de 20 anys estudiants de la Universitat Politècnica de Valencia que havien fet ús de keyloggers per, a través del qual, van accedir a les contes personals de 40 professors per modificar les calcificacions acadèmiques dels alumnes.[8]
- Al 2016 es va conèixer el cas del Olympic Vision, un keylogger que va arribar a afectar 18 països d'Europa, Àsia i Amèrica del Nord, i entre els quals es trobava Espanya, a través de correus electrònics.[9]

Amb aquestes noticies es ressalta, per part d’un perit informàtic, que la instal·lació d’un keylogger és molt fàcil i que pot haver sigut instal·lat per qualsevol persona, sense ser necessari tenir coneixements experts sobre informàtica.
Important ressaltat l’any del primer cas, 2006, per veure que no es un programari d’ús nou i es podia fer servir igualment sense la tecnologia que es té avui en dia. Tot i així, els avenços tecnològics han permès l'evolució i la facilitat, tant de la instal·lació com de l’ús com del coneixement de l'existència dels keyloggers.